# Sankt Katharinen (bei Bad Kreuznach)

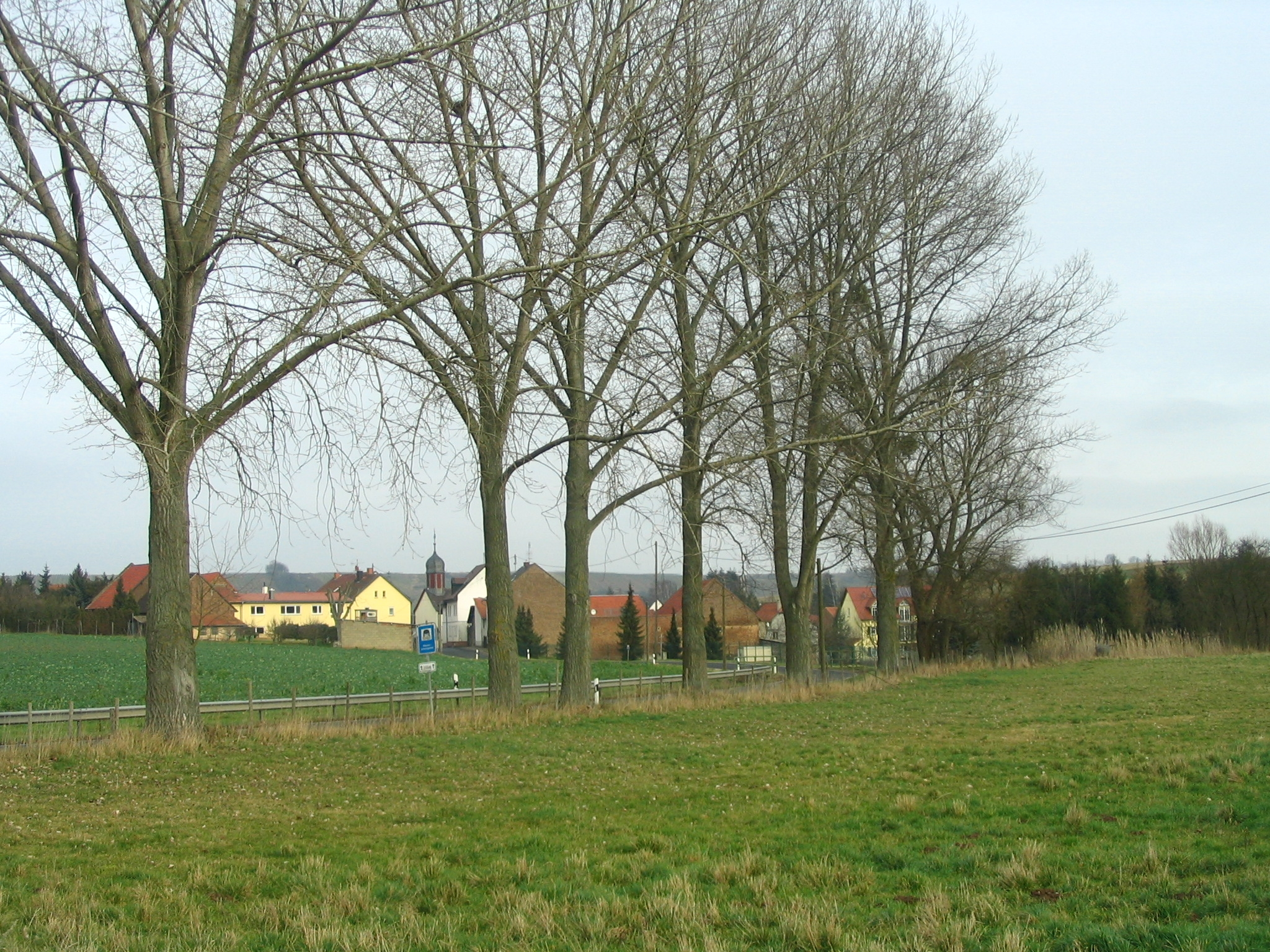
Sankt Katharinen aus westlicher Sicht

Sankt Katharinen, amtliche Schreibweise bis 25. November 1936: Sankt Catharinen, ist eine Ortsgemeinde im Landkreis Bad Kreuznach in Rheinland-Pfalz. Sie gehört der Verbandsgemeinde Rüdesheim an.

## Geographie
Sankt Katharinen liegt im Naheland, nördlich davon schließt sich der Gauchswald und damit der Hunsrück an. Im Osten befindet sich Roxheim, im Süden Mandel, im Westen Braunweiler und nördlich liegt Sommerloch.

## Geschichte
Der Ort geht auf das Zisterzienserkloster Sankt Katharinen zurück, das hier vom frühen 13. Jahrhundert bis 1574 bestand.
Bevölkerungsentwicklung
Die Entwicklung der Einwohnerzahl von Sankt Katharinen, die Werte von 1871 bis 1987 beruhen auf Volkszählungen:
| Jahr | Einwohner |
| ---- | --------- |
| 1815 | 0         |
| 1835 | 163       |
| 1871 | 178       |
| 1905 | 179       |
| 1939 | 176       |
| 1950 | 206       |
| 1961 | 188       |

| Jahr | Einwohner |
| ---- | --------- |
| 1970 | 225       |
| 1987 | 301       |
| 1997 | 305       |
| 2005 | 342       |
| 2011 | 370       |
| 2017 | 379       |
| 2022 | 381       |

## Politik

### Gemeinderat
Der Gemeinderat in Sankt Katharinen besteht aus acht Ratsmitgliedern, die bei der Kommunalwahl am 9. Juni 2024 in einer Mehrheitswahl gewählt wurden, und – wenn ernannt – dem ehrenamtlichen Ortsbürgermeister als Vorsitzendem.

### Bürgermeister
Das Amt ist derzeit vakant. Marc Lechniak (parteilos) wurde am 15. Juli 2024 Ortsbürgermeister von Sankt Katharinen. Bei der Direktwahl am 9. Juni 2024 war er als einziger Bewerber mit einem Stimmenanteil von 76,7 % gewählt worden. Lechniak verstarb am 22. April 2025 überraschend im Alter von 54 Jahren. Für den 7. September 2025 ist daher die Neuwahl eines Ortsbürgermeisters angesetzt.
Lechniaks Vorgänger Manuel Schneider war bei der Kommunalwahl am 26. Mai 2019 mit einem Stimmenanteil von 65,96 % in seinem Amt bestätigt worden. Bei der Wahl 2024 kandidierte er nicht erneut als Ortsbürgermeister.

## Wirtschaft und Infrastruktur
Im Süden verläuft die Bundesstraße 41. In Bad Kreuznach ist ein Bahnhof der Bahnstrecke Bingen–Saarbrücken.